# FC Askania Forst
Der FC Askania Forst war ein Fußballverein aus dem Stadtteil Berge der Stadt Forst (Lausitz). Er wurde im Jahr 1901 gegründet und bestand bis zum Ende des Zweiten Weltkrieges. In den 1910er Jahren gehörte Askania zu den führenden Clubs des Südostdeutschen Fußball-Verbandes und qualifizierte sich mehrfach für die Endrunde um die deutsche Fußballmeisterschaft.

## Geschichte

### 1901 bis 1914 Gründung und Erfolge
| Saison    | Spielklasse             | Level                   | Platz                   | Tore                    | Punkte                  |
| --------- | ----------------------- | ----------------------- | ----------------------- | ----------------------- | ----------------------- |
| 1901/02   | FBF Serie III           | I                       | 7.                      | 35:23                   | 13:13                   |
| 1902/03   | keine Daten überliefert | keine Daten überliefert | keine Daten überliefert | keine Daten überliefert | keine Daten überliefert |
| 1903/04   | keine Daten überliefert | keine Daten überliefert | keine Daten überliefert | keine Daten überliefert | keine Daten überliefert |
| 1904/05   | VNBV 2. Klasse          | II                      | 4.                      | 10:6                    | 3:9                     |
| 1905/06   | VNBV 2. Klasse          | II                      | 1.                      | 18:4                    | 8:0                     |
| 1906/07   | 1. Klasse Niederlausitz | I                       | 3.                      | 11:12                   | 10:8                    |
| 1907/08   | 1. Klasse Niederlausitz | I                       | 6.                      | 13:39                   | 3:17                    |
| 1908/09   | 1. Klasse Niederlausitz | I                       | 3.                      | 23:25                   | 10:10                   |
| 1909/10   | 1. Klasse Niederlausitz | I                       | 1.                      | 40:18                   | 16:4                    |
| 1909/10   | Endrunde SOFV           |                         | Finale                  | Finale                  | Finale                  |
| 1910/11   | 1. Klasse Niederlausitz | I                       | 1.                      | 32:3                    | 19:1                    |
| 1910/11   | Endrunde SOFV           |                         | Sieger                  | Sieger                  | Sieger                  |
| 1910/11   | DM                      |                         | Viertelfinale           | Viertelfinale           | Viertelfinale           |
| 1911/12 a | 1. Klasse Niederlausitz | I                       | 1.                      | 25:5                    | 10:4                    |
| 1912/13   | 1. Klasse Niederlausitz | I                       | 1.                      | 52:10                   | 28:4                    |
| 1912/13   | Endrunde SOFV           |                         | Sieger                  | Sieger                  | Sieger                  |
| 1912/13   | DM                      |                         | Viertelfinale           | Viertelfinale           | Viertelfinale           |
| 1913/14   | 1. Klasse Niederlausitz | I                       | 2.                      | 46:13                   | 24:8                    |
| 1913/14   | Endrunde SOFV           |                         | Sieger                  | Sieger                  | Sieger                  |
| 1913/14   | DM                      |                         | Viertelfinale           | Viertelfinale           | Viertelfinale           |

|  | Südostdeutscher Fußballmeister |
|  | Niederlausitzer Fußballmeister |
|  | Aufstieg                       |

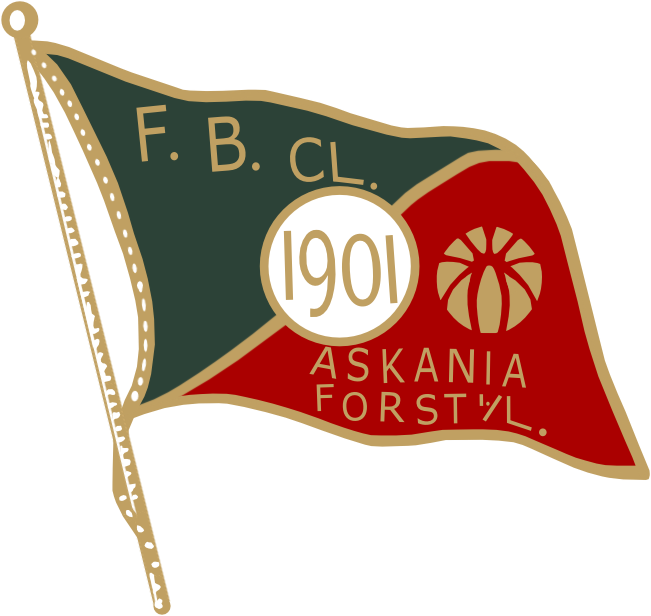
Altes Logo des FC Askania Forst.
(1901–1931)

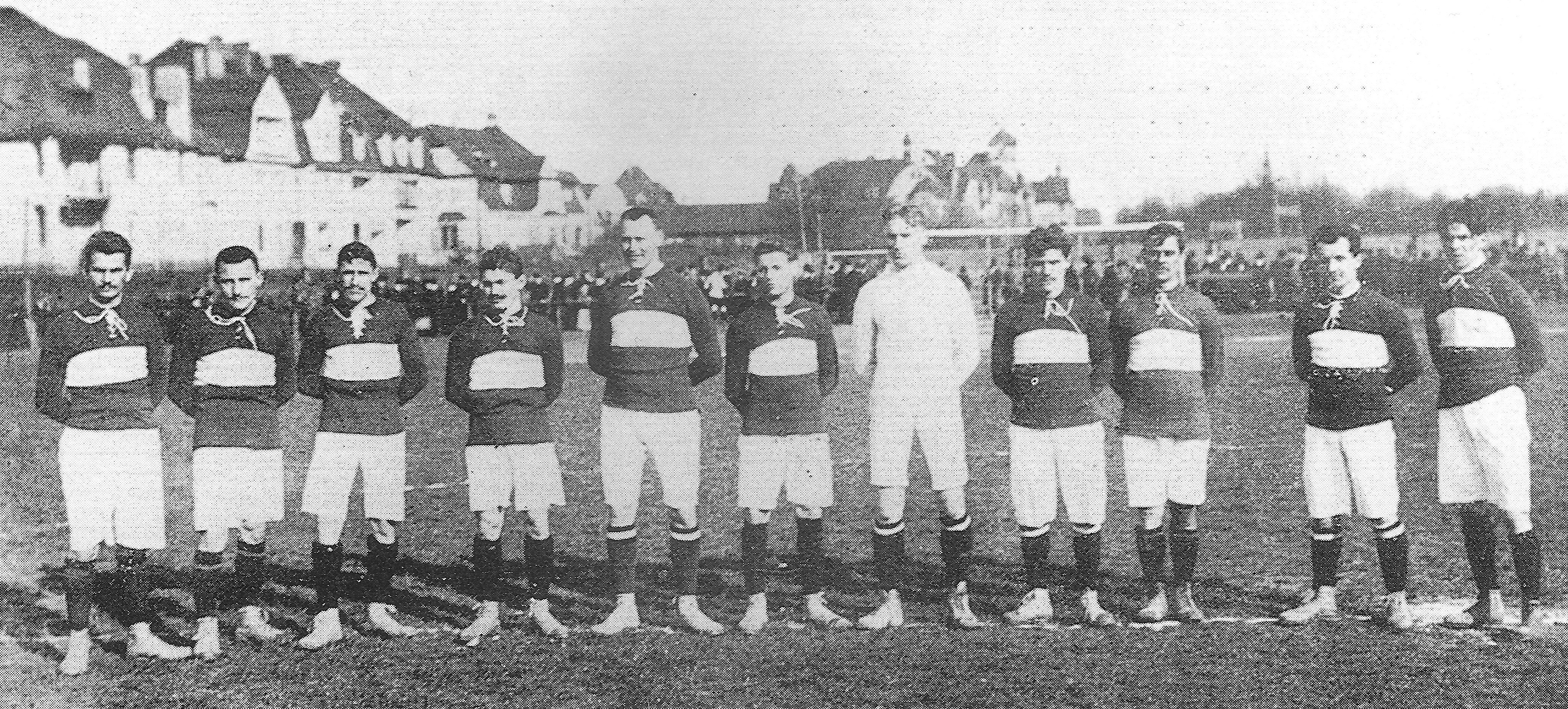
FC Askania Forst als Südostdeutscher Meister 1911. V. l. n. r.: Wolf, Jahnke, Jank, Schulz, Furktert, Koßwig, Briesemann, Habertag, Hamann, Jahn, Winkler

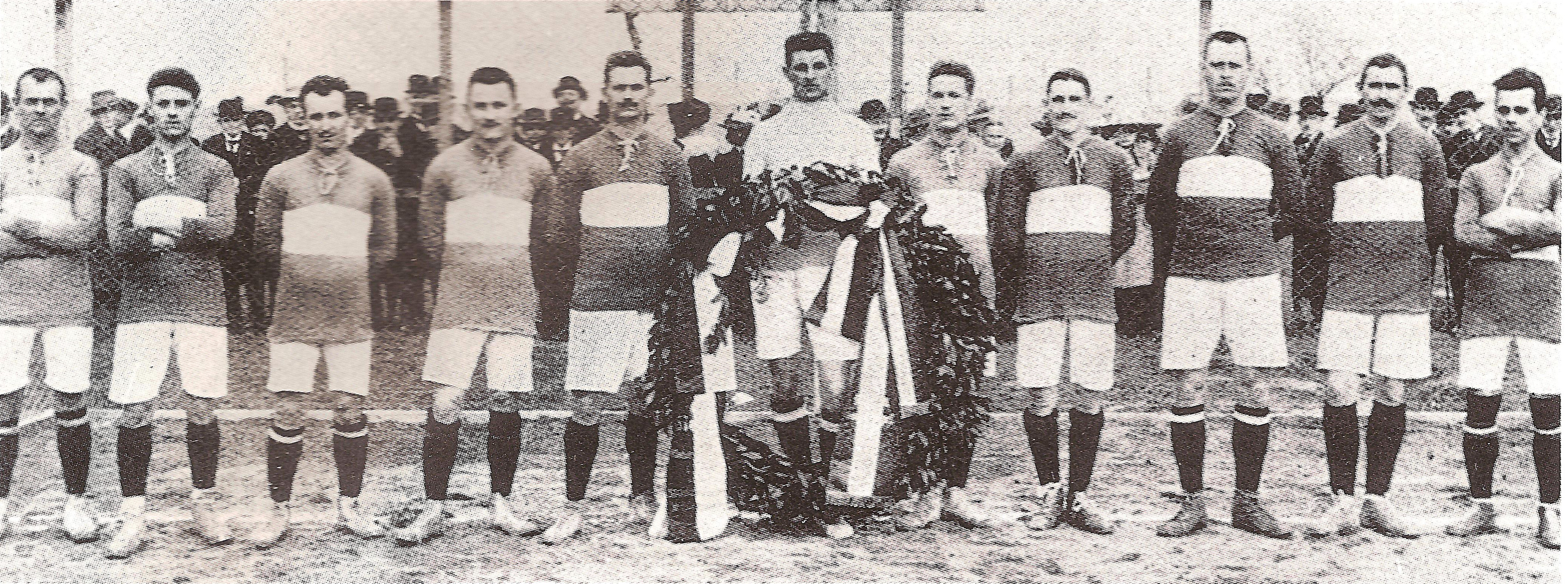
FC Askania Forst als Südostdeutscher Meister 1913. V. l. n. r.: Hamann, Koßwig, Jahn, Jank, Wolf, Pöthe, Hilbrink, Sank II, Furkert, Sank I, Laarz

Askania Forst wurde 1901 in der Tuchmacherstadt Forst (Lausitz) gegründet, der Spielplatz befand sich in der Heidestraße im östlich der Lausitzer Neiße gelegenen Stadtteil Berge. Da der Verband Niederlausitzer Ballspiel-Vereine 1901 vorerst aufgelöst wurde und eine Neugründung fehlschlug, beschloss Askania Forst, ebenso wie andere Vereine aus der Niederlausitz, im Verband Freie Berliner Fußballvereinigung zu spielen. In der Serie III, die im Sommer 1902 stattfand, beteiligten sich insgesamt 14 Mannschaften. Askania Forst erreichte den siebten Platz mit einer ausgeglichenen Punktausbeute von 13:13 Punkten. Nach der Wiedergründung des Verbandes Niederlausitzer Ballspiel-Vereine wurde auch Askania Mitglied in diesem. Um die Mannschaften in die 1. und 2. Klasse einzuordnen, beraumte der Verband Qualifikationsspiele an. Askania Forst traf auf den Lokalrivalen SC Vorwärts Forst und konnte das Hinspiel mit 3:1 gewinnen. Daraufhin trat Askania gegen den späteren langjährigen Stadtrivalen FC Viktoria Forst an, verlor das Spiel und spielte dadurch ab der Saison 1904/05 in der 2. Klasse der Niederlausitz. Nachdem in der ersten Saison nur der vorletzte Platz erreicht wurde, konnte bereits in der Saison 1905/06 der Aufstieg in die 1. Klasse der Niederlausitz gefeiert werden.
1906 gründete sich der Südostdeutsche Fußball-Verband (SOFV) und spielte danach die südostdeutsche Fußballmeisterschaft aus, deren Sieger für die Endrunde um die deutsche Fußballmeisterschaft qualifiziert war. Die teilnehmenden Vereine des SOFV wurden in gleichrangige regionale Bezirksklassen eingeteilt, deren Sieger die südostdeutsche Fußballmeisterschaft ausspielten. Askania Forst spielte, dank dem Aufstieg in der letzten Saison, fortan in der erstklassigen Bezirksklasse Niederlausitz. In der Premierensaison erreichte der Verein noch vor dem Ortsrivalen FC Viktoria Forst den dritten Platz und musste sich nur Vereinen aus Cottbus geschlagen geben. Nach der enttäuschenden Saison 1907/08, bei der man mit nur einem Sieg und einem Unentschieden letzter wurde und dem Abstieg dank eines Sieges im Relegationsspiel gegen den FC Deutschland Forst nur knapp entging, konnte Askania im darauf folgenden Jahr erneut Platz 3 sichern. In der Saison 1909/10 wurde Forst mit 16:4 Punkten zum ersten Mal niederlausitzer Fußballmeister und qualifizierte sich somit erstmals für die Endrunde um die südostdeutsche Fußballmeisterschaft. Bei dieser gewann Askania im Viertelfinale gegen den Sieger des Bezirks Niederschlesien, ATV Liegnitz, mit 4:0. Im Halbfinale erhielt Askania ein Freilos. Das Finale gegen den VfR 1897 Breslau fand am 3. April 1910 statt, Askania Forst musste sich den spielstarken Breslauern mit 1:3 geschlagen geben.
In den kommenden Spielzeiten konnte Askania Forst an diesem Erfolg anknüpfen. In der Saison 1910/11 gewann Forst souverän die Bezirksklasse Niederlausitz. Im Viertelfinale der südostdeutschen Endrunde schlug man den SC Preußen Görlitz deutlich mit 8:0. Durch ein Freilos im Halbfinale erreichte Forst das Finale, welches am 14. April 1911 in Forst (Lausitz) stattfand. Gegen den Sport-Club Germania 1904 Breslau konnten sich die Forster mit 3:2 durchsetzen. Die Breslauer legten jedoch wegen eines Schiedsrichterfehlers Protest gegen die Spielwertung ein und bekamen von dem SOFV recht, so dass ein Wiederholungsspiel nötig wurde. Dieses wurde am 16. April 1911 in Cottbus ausgetragen, erneut siegte Askania Forst, diesmal mit 3:0. Damit wurde Forst zum ersten Mal Südostdeutscher Meister und durfte damit an der deutschen Fußballmeisterschaft 1910/11 teilnehmen. Auf dem Alemannia-Platz in Cottbus verlor Forst das Viertelfinale am 7. Mai 1911 knapp mit 2:3 gegen den späteren Finalisten VfB Leipzig, nachdem zur Halbzeit ein 1:1 gehalten wurde. Die Saison 1911/12 war durch häufige Absagen und Proteste in der Bezirksklasse Niederlausitz geprägt, so dass diese Meisterschaft aus Terminnot abgebrochen wurde. Der SOFV entschied, dass kein Vertreter aus der Niederlausitz an der Endrunde teilnehmen darf, somit durfte der zu diesem Zeitraum wahrscheinlich spielstärkste Verein des SOFV nicht an der Endrunde teilnehmen. in der Saison 1912/13 wurde Askania Forst erneut souverän Niederlausitzer Fußballmeister. Es war der dritte Meistertitel der Niederlausitz und sollte auch der letzte werden. Bei der Endrunde um die südostdeutsche Fußballmeisterschaft 1913 profitierte Forst von einem Nichtantreten des SC Preußen Görlitz, wodurch Forst kampflos ins Halbfinale einzog. In diesem traf man auf den Finalgegner von vor 2 Jahren, den SC Germania Breslau. Das Spiel wurde mit 2:1 gewonnen, doch wie schon vor zwei Jahren legte Germania Breslau erneut erfolgreich Protest ein. Doch auch das Wiederholungsspiel gewannen die Forster mit 2:1 und zogen somit in das Finale um die südostdeutsche Fußballmeisterschaft ein. Das am 6. April 1913 stattfindende Finale gegen den FC Preußen Kattowitz verloren die Forster überraschend mit 1:2. Aus unbekannten Gründen legten diesmal die Forster erfolgreich Protest ein und erwirkten somit ein Wiederholungsspiel. Diese fand am 16. April 1913 statt, Askania Forst gewann mit 4:0 und wurde somit zum zweiten Mal Südostdeutscher Fußballmeister. Bei der anschließenden deutschen Fußballmeisterschaft 1912/13 traf Forst auf heimischen Platz, wie schon zwei Jahre zuvor, erneut auf den VfB Leipzig. Der spätere Turniersieger war jedoch zu stark, Forst verlor das Spiel deutlich mit 0:5.
Mit der Spielzeit 1913/14 begann langsam die Wachablösung im Forster Fußball. Erstmals musste sich Askania in der 1. Klasse Niederlausitz dem Lokalrivalen FC Viktoria Forst geschlagen geben und erreichte den zweiten Platz, durfte als südostdeutscher Titelverteidiger jedoch ebenfalls an der Verbandsendrunde teilnehmen. Nach einem 6:0-Sieg über den DSV Posen, sowie einem 9:0-Sieg über den SC Preußen Görlitz, erreichte Askania Forst das Finale, welches am 19. April 1914 stattfand. Dank eines 3:1-Erfolgs über den Verein Breslauer Sportfreunde gewann Askania zum dritten Mal den südostdeutschen Meistertitel. Bei der anschließenden deutschen Fußballmeisterschaft schied Forst erneut im Viertelfinale durch eine 0:4-Auswärtsniederlage gegen den Berliner BC aus.

### 1919 bis 1933 regionales Mittelmaß
| Saison  | Spielklasse               | Level | Platz      | Tore       | Punkte     |
| ------- | ------------------------- | ----- | ---------- | ---------- | ---------- |
| 1919/20 | Bezirksliga Niederlausitz | I     | 10.        | 0:4        | 0:6        |
| 1919/20 | Endrunde SOFV             |       | Halbfinale | Halbfinale | Halbfinale |
| 1920/21 | Bezirksliga Niederlausitz | I     | 2.         | 22:16      | 13:11      |
| 1920/21 | Bezirksliga Niederlausitz | I     | 5.         | 40:35      | 19:15      |
| 1922/23 | Gauliga Forst             | I     | 2.         | 28:13      | 14:6       |
| 1923/24 | Gauliga Forst             | I     | 3.         | 22:22      | 9:11       |
| 1923/24 | Gauliga Forst             | I     | 2.         | 30:10      | 22:6       |
| 1925/26 | Bezirksliga Niederlausitz | I     | 3.         | 59:28      | 34:10      |
| 1926/27 | Bezirksliga Niederlausitz | I     | 7.         | 33:34      | 14:22      |
| 1927/28 | Bezirksliga Niederlausitz | I     | 4.         | 36:35      | 15:13      |
| 1928/29 | Bezirksliga Niederlausitz | I     | 4.         | 38:27      | 17:11      |
| 1929/30 | Bezirksliga Niederlausitz | I     | 5.         | 42:28      | 14:14      |
| 1930/31 | Bezirksliga Niederlausitz | I     | 5.         | 31:31      | 12:16      |
| 1931/32 | Bezirksliga Niederlausitz | I     | 6.         | 24:26      | 13:15      |
| 1932/33 | Bezirksliga Niederlausitz | I     | 6.         | 17:24      | 12:16      |

Während des Ersten Weltkriegs wurde keine Fußballmeisterschaft ausgespielt. Die erste reguläre Saison fand wieder 1919/20 statt. Askania Forst hatte jedoch anfangs Mühe, genug Spieler zu finden. Viele Fußballspieler mussten in den Krieg ziehen und starben an Kriegsfolgen oder kamen als Invaliden zurück in die Heimat. In der ersten Saison nach dem Krieg konnte Askania Forst nur zwei Partien spielen, die beide verloren gingen. Dennoch war man als Titelverteidiger für die südostdeutsche Endrunde qualifiziert. Im Viertelfinale gelang ein 4:0-Sieg über den Saganer SV. Im Halbfinale mussten sich die Forster jedoch dem späteren Seriensieger Vereinigte Breslauer Sportfreunde mit 0:1 geschlagen geben. Dies war die letzte Spielzeit, in der Askania Forst die Endrunde erreichen konnte. Qualitativ viel man nun endgültig hinter dem Ortsrivalen FC Viktoria Forst und den Cottbusser Fußballvereinen zurück. In wenigen Spielzeiten war Askania sogar nur noch, hinter Viktoria und Deutschland, Nummer drei in Forst. Meist wurde die Saison auf einem vorderen Mittelfeldplatz beendet. Bis auf 1926/27, als Askania knapp mit einem Punkt Differenz die oberste Liga hielt, musste sich der Verein jedoch auch nie mit dem Abstieg in die Kreisklasse beschäftigen.

### 1933 bis 1945 Zweitklassigkeit
| Saison     | Spielklasse                                | Level                   | Platz                   | Tore                    | Punkte                  |
| ---------- | ------------------------------------------ | ----------------------- | ----------------------- | ----------------------- | ----------------------- |
| 1933/34    | Bezirksklasse Frankfurt (Oder)/Lausitz Süd | II                      | 4.                      | 48:39                   | 23:13                   |
| 1934/35    | Bezirksklasse Ostlausitz                   | II                      | 7.                      | —                       | —                       |
| 1935/36    | Bezirksklasse Ostlausitz                   | II                      | 7.                      | 36:55                   | 12:28                   |
| 1936/37    | Bezirksklasse Ostlausitz                   | II                      | 8.                      | 33:46                   | 17:23                   |
| 1937/38    | Bezirksklasse Ostlausitz                   | II                      | 4.                      | 54:19                   | 28:16                   |
| 1938/39    | Bezirksklasse Staffel Lausitz              | II                      | 8.                      | 38:31                   | 19:21                   |
| ab 1939/40 | keine Daten überliefert                    | keine Daten überliefert | keine Daten überliefert | keine Daten überliefert | keine Daten überliefert |

Im Zuge der Gleichschaltung wurde der Südostdeutsche Fußball-Verband wenige Monate nach der Machtübernahme der Nationalsozialisten im Jahre 1933 aufgelöst. Die überwiegende Anzahl der Vereine des SOFV wurden nach 1933 der Gauliga Schlesien und den dazugehörigen unterklassigen Ligen zugeordnet, einzig die Vereine aus der Bezirksklasse Niederlausitz wurden der Gauliga Berlin-Brandenburg beziehungsweise den dazugehörigen unteren Ligen zugeordnet. Nur der letztmalige Niederlausitzer Fußballmeister hatte Anspruch auf einen Startplatz in der obersten Gauliga, alle weiteren Verein wurden in der Liga-Hierarchie eingeordnet. Askania Forst spielte daher zur Saison 1933/34 in der zweitklassigen Bezirksklasse Frankfurt (Oder)/Lausitz Gruppe Süd. Zur Saison 1934/35 erfolgte eine nochmalige Umgruppierung der Bezirksklassen, Askania wurde in die Bezirksklasse Ostlausitz eingeordnet. Die Ergebnisse sind aktuell nur teilweise überliefert.

### Situation nach dem Zweiten Weltkrieg

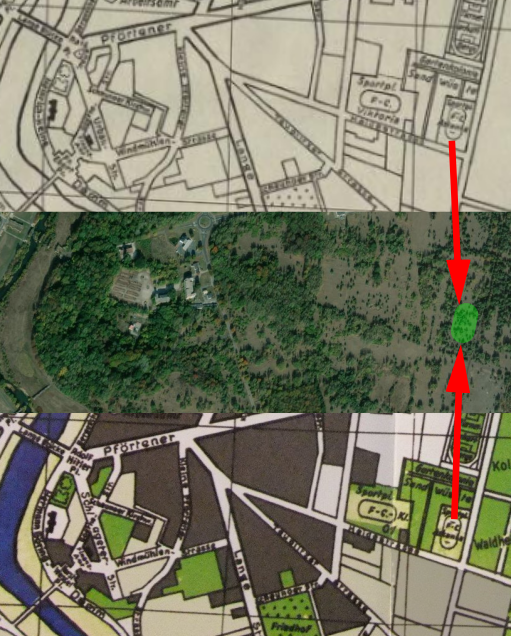
Lage des ehemaligen Askania-Platzes in Forst-Berge (heute: Zasieki, Polen)

Das Stadion von Askania Forst, der Askania-Platz, befand sich im ehemaligen Stadtteil Berge, der östlich der Neiße lag (genauso wie das Stadion vom FC Viktoria Forst). Nach dem Zweiten Weltkrieg fiel das Territorium an Polen. Die polnischen Truppen bauten sämtliche Gebäude, öffentliche Einrichtungen und Straßen ab, um Baumaterial für den Wiederaufbau des Landesinneren zu erhalten. Damit hörte auch der Fußballverein Askania Forst auf zu existieren. Eine Neugründung erfolgte weder auf westlicher (deutscher) noch auf polnischer Seite.

## Erfolge
- 3 × Teilnahme an der Endrunde um die deutsche Meisterschaft: 1911, 1913, 1914
- 3 × Südostdeutscher Meister: 1911, 1913, 1914
- 3 × Niederlausitzer Meister: 1910, 1911, 1913

## Bedeutende Spiele

### Deutsche Fußballmeisterschaft 1910/11
Viertelfinale
| FC Askania Forst – VfB Leipzig 2:3 (1:1) | |
| Austragungsort                           | Platz des SC Alemannia, Cottbus, 7. Mai 1911, 1.200 Zuschauer |
| Aufstellung Forst                        | Paul Briesemann – Oskar Wolf, Richard Jahn – Max Jank, Eduard Furkert, Alfred Winkler – Paul Jahnke, Emil Schulz, Wilhelm Hamann, Otto Habertag, Richard Koßwig      |
| Aufstellung Leipzig                      | Johannes Schneider – Willy Völker, Hans Mehnert – Curt Fischer, Camillo Ugi, Lothar Rubin – Karl Uhle, Hans Julitz I, Hans Dolge, Emil Feiler, Adelbert Friedrich II |
| Schiedsrichter                           | Willi Donndorf, Berlin |
| Tore                                     | 0:1 Dolge (22.), 1:1 Schulz, 1:2 Feiler (82.), 1:3 Feiler (83.), 2:3 Koßwig (85.)                                                                                    |

### Deutsche Fußballmeisterschaft 1912/13
Viertelfinale
| FC Askania Forst – VfB Leipzig 0:5 (0:1) | |
| Austragungsort                           | Platz des FC Amicitia, Forst (Lausitz), 20. April 1913, 2.000 Zuschauer |
| Aufstellung Forst                        | Paul Pöthe, Eduard Furkert, Wilhelm Hamann, Hilbrink, Richard Jahn, Paul Jahnke, Richard Koßwig, Laarz, Sank I, Sank II, Oskar Wolf                                              |
| Aufstellung Leipzig                      | Johannes Schneider – Willy Völker, Alfred Herrmann – Paul Michel, Eduard Pendorf, Curt Hesse – Georg Richter, Paul Pömpner, Johannes Völckers, Hans Dolge, Adelbert Friedrich II |
| Schiedsrichter                           | Curt von Paquet, Berlin |
| Tore                                     | 0:1 Pömpner (31.), 0:2 Pömpner (52.), 0:3 Pömpner (72.), 0:4 Völckers (79.), 0:5 Pömpner (85.)                                                                                   |

1. ↑  Die Feldspieler sind in alphabetischer Reihenfolge aufgeführt.

### Deutsche Fußballmeisterschaft 1913/14
Viertelfinale
| Berliner BC 03 – FC Askania Forst 4:0 (3:0) | |
| Austragungsort                              | Preussen-Platz, Mariendorf, 3. Mai 1914, 2.500 Zuschauer                                                                                        |
| Aufstellung Berlin                          | Willi Niestädt – Gerbsch, Paul Wiesener – Alfred Birlem, Paul Kugler, Franz Knuth – Paul Zeidler, Erich Arndt, Preuß, Willi Hebler, Willi Noack |
| Aufstellung Forst                           | Paul Plöthe – Oskar Wolf, Richard Jahn – Alfred Winkler, Jank, Georg Krabsch – Paul Jahnke, Kockert, Wilhelm Hamann, Richard Koßwig, Jank       |
| Schiedsrichter                              | K. Klopfer, Leipzig |
| Tore                                        | 1:0 Arndt (5.), 2:0 Hebler (16.), 3:0 Preuß (25.), 4:0 Arndt (68.)                                                                              |

## Bekannte Spieler
- Wilhelm Hamann
- Richard Koßwig
- Bruno Lehmann
- Emil Schulz